# Jerzy Antczak
Jerzy Antczak (Volodymyr, 25 dicembre 1929) è un regista e attore polacco.

## Biografia
Il suo film Notti e giorni ha ricevuto una nomination ai Premi Oscar 1977 nella categoria miglior film straniero. Altri suoi film celebri sono Epilog norymberski (1971) e Chopin: desiderio d'amore (2002). Ha sposato l'attrice Jadwiga Barańska.

## Filmografia principale
- 1968 - Hrabina Cosel
- 1971 - Epilog norymberski
- 1975 - Noce i dnie
- 2002 - Chopin. Pragnienie miłości